# Lac Rweru
Le lac Rweru est un petit lac d'Afrique centrale, partagé entre la Province de l'Est au Sud du Rwanda et la Province de Kirundo au Nord du Burundi – comme le lac Cyohoha Sud (Cohoha), situé un peu plus à l'ouest. 